# Central Tower
Central Tower (dawniej kolejno FIM Tower i ORCO Tower) – wieżowiec w Warszawie znajdujący się w dzielnicy Ochota przy Alejach Jerozolimskich 81, na rogu ul. Tytusa Chałubińskiego.

## Historia

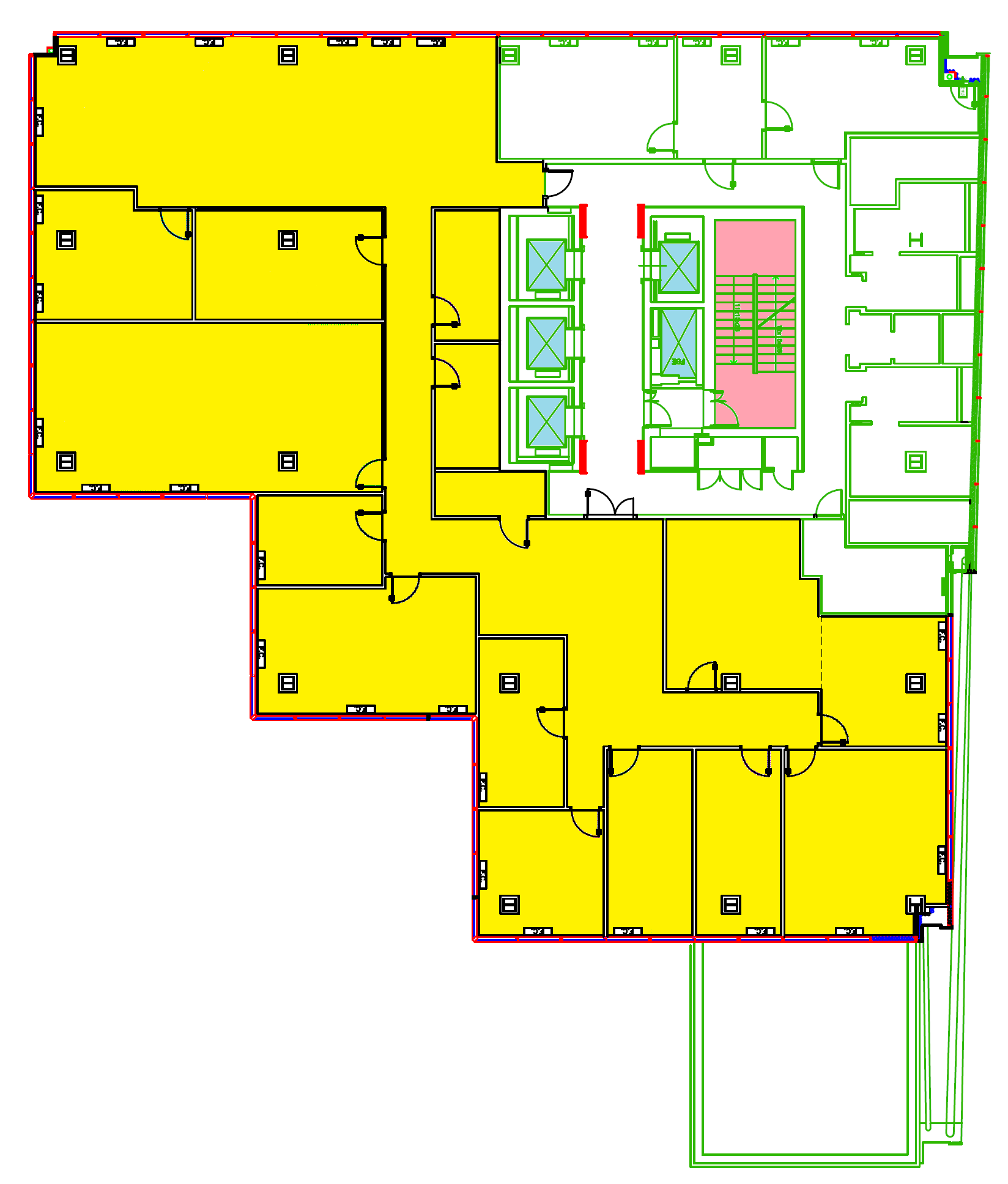
Rzut piętra ORCO Tower. Kolor żółty – powierzchnie biurowe, niebieski – windy, czerwony – klatka schodowa, biały – korytarz, toalety, kuchnia, zaplecze

W miejscu, gdzie obecnie stoi wieżowiec, w 1911 r. wzniesiono modernistyczną kamienicę Burcharda. Została ona zburzona w roku 1973, a powodem tej decyzji było ułożenie w jej miejscu tymczasowego torowiska tramwajowego na czas budowy Dworca Centralnego i estakad w ciągu ul. Marchlewskiego (obecnie aleja Jana Pawła II).
Po demontażu torowiska pozostał pusty plac, na którym dopiero w latach 1992–1996 włoski inwestor wzniósł biurowiec FIM Tower. Budynek wzorowany był na późnomodernistycznych amerykańskich wieżowcach z lat 80. XX wieku. Na tle innych warszawskich wysokościowców wyróżniał się charakterystycznymi wykończeniami elewacji w kolorze łososiowym (różowo-pomarańczowym), dominującymi w dolnej i zachodniej części bryły, które w zamyśle architektów miały estetycznie łączyć wieżę z sąsiednimi kamienicami. Ich barwa silnie kontrastowała z ciemnoniebieską resztą elewacji. FIM Tower uznano wówczas za jeden z najbrzydszych wieżowców Warszawy – w rankingu „Gazety Wyborczej” znalazł się na liście 13 najbrzydszych budynków stolicy.
Początkowo głównym najemcą powierzchni biurowych była firma Polkomtel, która wyprowadziła się na Służewiec w 2006 roku. W lipcu 2006 nowym właścicielem budynku został fundusz inwestycyjny Endurance Found należący do luksemburskiej firmy deweloperskiej ORCO Property Group. Nazwę biurowca zmieniono na ORCO Tower. Nowy właściciel, chcąc uczynić budynek bardziej konkurencyjnym i przyjaznym dla nowych najemców, wynajął biuro Christian Biecher & Associes, by opracować projekt jego modernizacji. Projekt przewidywał ujednolicenie koloru elewacji poprzez zastąpienie łososiowych paneli ciemnoniebieskimi oraz poprzez dodanie ukośnych, ażurowych konstrukcji w górnej części budynku, co miało nadać mu formę kryształu. Ostatecznie zrezygnowano jednak z dużych zmian na rzecz kosmetycznych – kontrastujące detale na elewacji oklejono ciemnoniebieską folią, a także umieszczono duży napis „ORCO Tower” na szczycie od strony Ochoty. Właściciel budynku uzasadniał rezygnację z ażurowych konstrukcji niebezpieczeństwem gromadzenia się na nich śniegu. Bardziej jednak prawdopodobną przyczyną porzucenia ambitnych planów były względy finansowe.
Prace modernizacyjne zakończyły się w lipcu 2008 r.
W grudniu 2014 r. nowym właścicielem budynku stał się czeski fundusz inwestycyjny CPI. Od lutego 2015 r. budynek nosi nazwę Central Tower, nowy właściciel planuje również przeprowadzić prace modernizacyjne w budynku, m.in. przebudować lobby.
Na dachu budynku znajduje się pasieka, jedna z najwyżej położonych pasiek na świecie.

## Konstrukcja
Wieżowiec liczy 27 kondygnacji, a jego wysokość to 115 metrów. Jego bryła ma formę zwężającej się ku górze uskokowej wieży i zbudowana jest z płaszczyzn łączących się ze sobą pod różnymi kątami. Znajduje się w nim 14 400 m² powierzchni biurowej klasy B+. Początkowo miał mieć 20 kondygnacji (na tyle pozwalały ustalenia z ówczesnymi władzami miasta), podczas projektowania ograniczenie zostało jednak zniesione, a do projektu dodano po prostu kilka pięter.
Budynek nie posiada kondygnacji podziemnych ani wewnętrznego parkingu (planowano oddzielny parking na 240 miejsc, jednak nie został zrealizowany z powodu sprzeciwu władz). Korytarze są bardzo wąskie i nie posiadają okien, co wymusza ich stałe oświetlanie. Związane jest to z maksymalnym wykorzystaniem powierzchni na cele biurowe. Budynek wyposażony jest w szybkie windy – cztery osobowe i jedną towarową – a także m.in. w uniesione podłogi na każdym poziomie biura, klimatyzację dostarczaną przez konwektory wentylatorowe, system zarządzania do administracji energią i pracami konserwacyjnymi oraz czynną całą dobę recepcję z ochroną i alarmem.